# Timm Wilke
Timm Wilke (* 1988 in Brüssel) ist ein deutsch-luxemburgischer Chemiker, Chemiedidaktiker und Hochschullehrer.

## Werdegang
Wilke studierte von 2007 bis 2012 Chemie und Französisch an der Georg-August-Universität Göttingen und schloss mit dem Master of Education ab. Von 2012 bis 2017 arbeitete er im Arbeitskreis von Thomas Waitz an seiner Dissertation und wurde promoviert mit einer Arbeit über die Konzeptualisierung des Themas „Nano“ für den Chemieunterricht. Zwischenzeitlich famulierte er am Florida Institute of Technology (Melbourne/USA) bei Kurt Winkelmann. 2016 trat er als Gastwissenschaftler in das IPN Kiel, Abt. Chemiedidaktik (Ilka Parchmann) ein und wurde – einige Monate vor seiner Promotion –  Juniorprofessor an der TU Braunschweig. 2019 erhielt er einen Ruf auf eine W3-Professur am Lehrstuhl für Didaktik der Chemie an der Friedrich-Schiller-Universität (FSU) Jena, den er annahm. Von 2019 bis 2020 war er Gastprofessor für Fachdidaktik der Chemie an der Karl-Franzens-Universität in Graz. 2022 war er Institutsdirektor am Institut für Anorganische und Analytische Chemie der FSU Jena. 2023 folgte Wilke einen Ruf auf die Professur (W3) für Didaktik der Chemie verbunden mit der Niedersachsen-Profil-Professur an der Carl von Ossietzky Universität Oldenburg.

## Preise und Auszeichnungen
- 2017 Buchpreis der Fakultät für Chemie der Universität Göttingen für herausragende Promotionsleistungen[1]
- 2017 Spitzenposter und Posterpreis der GDCh-Fachgruppe Chemieunterricht[4]
- 2018 Posterpreis der GDCh-Fachgruppe Chemieunterricht

## Aktivitäten und Projekte
- Future Labs[5]
- Fachdidaktische Landkarte Chemie[6]
- Pro-SciencE (QLB II)[7]
- ExeLL (QLB III)[8]
- Redakteur der Fachzeitschrift CHEMKON

## Ausgewählte Publikationen
- mit M. Wejner: Low Cost – High Tech: Die digitale Messstation LabPi. CHEMKON, 7 (26), S. 294–300.[9]
- mit O. Bodensiek, K. Ruppersberg: Synthese von Gold-Nanopartikeln – Gold aus Elektronikschrott. ChiuZ, 5 (52), 2018, S. 342–349[10]
- mit R. Saadat, B. Bartram: Made to Measure: Easy Synthesis and Characterization of Nanocomposites with Tailored Functionalities for School Chemistry Education. W. J. Chem. Ed., 2 (7), 2019, S. 65–71
- mit B. Bartram: Aus der Forschung in die Schule – Gestaltung einer lernortübergreifenden Summer School zum Thema Nanotechnologie durch Fachdidaktische Transferforschung. In: Theorie und Praxis im Spannungsverhältnis, herausgegeben von K. Fereidooni, K. Hein, K. Kraus, Waxmann, Münster 2018, ISBN 978-3-8309-3921-4, S. 65–80.
- mit R. Abdelaziz, M. Elbahri, S. Schwarzer: Nachhaltige Nanochemie – Zwei einfache Green Chemistry-Synthesen für den Chemieunterricht. CHEMKON, 4 (24),  2017, S. 178–191.[11]
- mit S. Schwarzer, R. Abdelaziz, M. Elbahri: Wenn ein Wassertropfen zum Nanolabor wird – Gold-Nanopartikel aus dem Tropfenreaktor. CHEMKON, 4 (23), 2016, S. 188–190.[12]
- mit J. Dege, T. Waitz, S. Haffer, V. Pietzner, R. Abu-Much, M. Hugerat: Titanium Dioxide Nanoparticles – A Teaching Course Model for School Chemistry Education. J. Nano. Educ, 1 (8), 2016, S. 1–11.
- zusammen mit Sylvia Feil, Philipp Engelmann und Kai Wolf: Brückenkurs Chemie: Kompaktes Wissen für den Studienstart, Springer Berlin Heidelberg, ISBN 978-3-662-69350-6, doi:10.1007/978-3-662-69351-3, Online: Springer